# Jerzy Sadecki
Jerzy Sadecki (ur. 1950 w Sandomierzu) – polski dziennikarz i publicysta. Autor m.in. Trzynastu. Premierzy Wolnej Polski (2009) i Ambasadora (2013).

## Życiorys
Absolwent Wydziału Prawa Uniwersytetu Jagiellońskiego.
Od 1975 do 1989 dziennikarz „Gazety Krakowskiej“ – w latach 1980-1981 czołowy reporter tego dziennika. W latach 1982–1989 redaktor techniczno-depeszowy, nie pisał do oficjalnych mediów. Uczestnik prac Centrum Obywatelskich Inicjatyw Ustawodawczych Solidarności.  Od stanu wojennego współpracował z podziemnymi pismami i wydawnictwami, m.in. korespondent Niezależnej Agencji Informacyjnej dostarczającej serwisy do podziemnej prasy i korespondentów zagranicznych.
Przed wyborami 4 czerwca 1989 pracował w sztabie medialnym krakowskiego Komitetu Obywatelskiego „Solidarności”, współtworzył ukazujący się wówczas w Krakowie „Głos Wyborczy Solidarności”.
W latach 1989–1990 – reporter „Tygodnika Solidarność”, od 1990 do 1994 redaktor naczelny „Gazety Krakowskiej”. W latach 1994–2009 reporter i publicysta „Rzeczpospolitej”, krakowski korespondent tego dziennika. Obecnie niezależny publicysta. Prowadzi warsztaty prasowe dla studentów dziennikarstwa w Uniwersytecie Jagiellońskim i Krakowskiej Akademii im. Frycza Modrzewskiego.

## Wybrane publikacje
- Ambasador, wywiad-rzeka z Jerzym Bahrem, Agora, Warszawa, 2013,
- Przestrzeń otwarta, otwarci ludzie. Podkarpacie, Fundacja Karpacka, Sanok, 2013,
- Kim są Polacy, współautor, Agora, Warszawa 2013,
- Trzynastu. Premierzy Wolnej Polski, Universitas, Kraków 2009,
- Ziarna gniewu, Editions Spotkania, Paryż 1989,
- Nowa Huta: ziarna gniewu, ziarna nadziei, podziemne Wydawnictwo MOST, Warszawa 1989